# Panamerikanische Spiele 2011
Die XVI. Panamerikanischen Spiele fanden vom 14. bis zum 30. Oktober 2011 in der mexikanischen Stadt Guadalajara statt. Es nahmen 42 Länder in 36 Sportarten teil.

## Wahl des Austragungsorts
Am 28. Mai 2006 fiel die Wahl der Panamerikanischen Sportorganisation (PSO) auf Guadalajara, nachdem die Städte San Antonio (USA) und Cali (Kolumbien) ihre Bewerbung zurückgenommen hatten.

## Medaillenspiegel
| Platz  | Land                     | Gold | Silber | Bronze | Gesamt |
| ------ | ------------------------ | ---- | ------ | ------ | ------ |
| 01     | Vereinigte Staaten       | 92   | 79     | 66     | 237    |
| 02     | Kuba                     | 58   | 35     | 43     | 136    |
| 03     | Brasilien                | 48   | 35     | 58     | 141    |
| 04     | Mexiko                   | 42   | 41     | 50     | 133    |
| 05     | Kanada                   | 30   | 40     | 49     | 119    |
| 06     | Kolumbien                | 24   | 25     | 35     | 84     |
| 07     | Argentinien              | 21   | 19     | 35     | 75     |
| 08     | Venezuela                | 11   | 27     | 33     | 71     |
| 09     | Dominikanische Republik  | 7    | 9      | 17     | 33     |
| 10     | Ecuador                  | 7    | 8      | 9      | 24     |
| 11     | Guatemala                | 7    | 3      | 5      | 15     |
| 12     | Puerto Rico              | 6    | 8      | 8      | 22     |
| 13     | Chile                    | 3    | 16     | 24     | 43     |
| 14     | Jamaika                  | 1    | 5      | 1      | 7      |
| 15     | Bahamas                  | 1    | 1      | 1      | 3      |
| 15     | Cayman Islands           | 1    | 1      | 1      | 3      |
| 17     | Niederländische Antillen | 1    | 0      | 1      | 2      |
| 18     | Costa Rica               | 1    | 0      | 0      | 1      |
| 19     | Uruguay                  | 0    | 3      | 2      | 5      |
| 20     | Peru                     | 0    | 2      | 5      | 7      |
| 21     | Trinidad und Tobago      | 0    | 2      | 2      | 4      |
| 22     | St. Kitts und Nevis      | 0    | 2      | 0      | 2      |
| 23     | El Salvador              | 0    | 1      | 1      | 2      |
| 24     | Dominica                 | 0    | 1      | 0      | 1      |
| 25     | Barbados                 | 0    | 0      | 2      | 2      |
| 25     | Bolivien                 | 0    | 0      | 2      | 2      |
| 25     | Paraguay                 | 0    | 0      | 2      | 2      |
| 28     | Guyana                   | 0    | 0      | 1      | 1      |
| 28     | Panama                   | 0    | 0      | 1      | 1      |
| Gesamt | Gesamt                   | 361  | 363    | 453    | 1177   |

## Sportarten und Termine
Legende zum nachfolgend dargestellten Wettkampfprogramm:
|  | Eröffnungsfeier |  | Qualifikationswettkämpfe |  | Finalentscheidungen |  | Abschlussfeier |

Letzte Spalte: Gesamtanzahl der Entscheidungen in den einzelnen Sportarten
| Zeitplan der Panamerikanischen Spiele 2011 (mit Anzahl der Entscheidungen) | Zeitplan der Panamerikanischen Spiele 2011 (mit Anzahl der Entscheidungen) | Zeitplan der Panamerikanischen Spiele 2011 (mit Anzahl der Entscheidungen) | Zeitplan der Panamerikanischen Spiele 2011 (mit Anzahl der Entscheidungen) | Zeitplan der Panamerikanischen Spiele 2011 (mit Anzahl der Entscheidungen) | Zeitplan der Panamerikanischen Spiele 2011 (mit Anzahl der Entscheidungen) | Zeitplan der Panamerikanischen Spiele 2011 (mit Anzahl der Entscheidungen) | Zeitplan der Panamerikanischen Spiele 2011 (mit Anzahl der Entscheidungen) | Zeitplan der Panamerikanischen Spiele 2011 (mit Anzahl der Entscheidungen) | Zeitplan der Panamerikanischen Spiele 2011 (mit Anzahl der Entscheidungen) | Zeitplan der Panamerikanischen Spiele 2011 (mit Anzahl der Entscheidungen) | Zeitplan der Panamerikanischen Spiele 2011 (mit Anzahl der Entscheidungen) | Zeitplan der Panamerikanischen Spiele 2011 (mit Anzahl der Entscheidungen) | Zeitplan der Panamerikanischen Spiele 2011 (mit Anzahl der Entscheidungen) | Zeitplan der Panamerikanischen Spiele 2011 (mit Anzahl der Entscheidungen) | Zeitplan der Panamerikanischen Spiele 2011 (mit Anzahl der Entscheidungen) | Zeitplan der Panamerikanischen Spiele 2011 (mit Anzahl der Entscheidungen) | Zeitplan der Panamerikanischen Spiele 2011 (mit Anzahl der Entscheidungen) | Zeitplan der Panamerikanischen Spiele 2011 (mit Anzahl der Entscheidungen) | Zeitplan der Panamerikanischen Spiele 2011 (mit Anzahl der Entscheidungen) |
| Oktober                                                                    | Oktober                                                                    | 14. Fr                                                                     | 15. Sa                                                                     | 16. So                                                                     | 17. Mo                                                                     | 18. Di                                                                     | 19. Mi                                                                     | 20. Do                                                                     | 21. Fr                                                                     | 22. Sa                                                                     | 23. So                                                                     | 24. Mo                                                                     | 25. Di                                                                     | 26. Mi                                                                     | 27. Do                                                                     | 28. Fr                                                                     | 29. Sa                                                                     | 30. So                                                                     | Gesamt                                                                     |
| -------------------------------------------------------------------------- | -------------------------------------------------------------------------- | -------------------------------------------------------------------------- | -------------------------------------------------------------------------- | -------------------------------------------------------------------------- | -------------------------------------------------------------------------- | -------------------------------------------------------------------------- | -------------------------------------------------------------------------- | -------------------------------------------------------------------------- | -------------------------------------------------------------------------- | -------------------------------------------------------------------------- | -------------------------------------------------------------------------- | -------------------------------------------------------------------------- | -------------------------------------------------------------------------- | -------------------------------------------------------------------------- | -------------------------------------------------------------------------- | -------------------------------------------------------------------------- | -------------------------------------------------------------------------- | -------------------------------------------------------------------------- | -------------------------------------------------------------------------- |
| Feiern                                                                     |                                                                            |                                                                            |                                                                            |                                                                            |                                                                            |                                                                            |                                                                            |                                                                            |                                                                            |                                                                            |                                                                            |                                                                            |                                                                            |                                                                            |                                                                            |                                                                            |                                                                            |                                                                            |                                                                            |
| Badminton                                                                  | Badminton                                                                  |                                                                            |                                                                            |                                                                            |                                                                            |                                                                            | 2                                                                          | 3                                                                          |                                                                            |                                                                            |                                                                            |                                                                            |                                                                            |                                                                            |                                                                            |                                                                            |                                                                            |                                                                            | 5                                                                          |
| Baseball                                                                   | Baseball                                                                   |                                                                            |                                                                            |                                                                            |                                                                            |                                                                            |                                                                            |                                                                            |                                                                            |                                                                            |                                                                            |                                                                            | 1                                                                          |                                                                            |                                                                            |                                                                            |                                                                            |                                                                            | 1                                                                          |
| Basketball                                                                 | Basketball                                                                 |                                                                            |                                                                            |                                                                            |                                                                            |                                                                            |                                                                            |                                                                            |                                                                            |                                                                            |                                                                            |                                                                            | 1                                                                          |                                                                            |                                                                            |                                                                            |                                                                            | 1                                                                          | 2                                                                          |
| Bogenschießen                                                              | Bogenschießen                                                              |                                                                            |                                                                            |                                                                            |                                                                            |                                                                            |                                                                            |                                                                            | 2                                                                          | 2                                                                          |                                                                            |                                                                            |                                                                            |                                                                            |                                                                            |                                                                            |                                                                            |                                                                            | 4                                                                          |
| Bowling                                                                    | Bowling                                                                    |                                                                            |                                                                            |                                                                            |                                                                            |                                                                            |                                                                            |                                                                            |                                                                            |                                                                            |                                                                            |                                                                            | 2                                                                          |                                                                            | 2                                                                          |                                                                            |                                                                            |                                                                            | 4                                                                          |
| Boxen                                                                      | Boxen                                                                      |                                                                            |                                                                            |                                                                            |                                                                            |                                                                            |                                                                            |                                                                            |                                                                            |                                                                            |                                                                            |                                                                            |                                                                            |                                                                            |                                                                            | 6                                                                          | 7                                                                          |                                                                            | 13                                                                         |
| Fechten                                                                    | Fechten                                                                    |                                                                            |                                                                            |                                                                            |                                                                            |                                                                            |                                                                            |                                                                            |                                                                            |                                                                            |                                                                            | 2                                                                          | 2                                                                          | 2                                                                          | 2                                                                          | 2                                                                          | 2                                                                          |                                                                            | 12                                                                         |
| Feldhockey                                                                 | Feldhockey                                                                 |                                                                            |                                                                            |                                                                            |                                                                            |                                                                            |                                                                            |                                                                            |                                                                            |                                                                            |                                                                            |                                                                            |                                                                            |                                                                            |                                                                            | 1                                                                          | 1                                                                          |                                                                            | 2                                                                          |
| Fußball                                                                    | Fußball                                                                    |                                                                            |                                                                            |                                                                            |                                                                            |                                                                            |                                                                            |                                                                            |                                                                            |                                                                            |                                                                            |                                                                            |                                                                            |                                                                            | 1                                                                          | 1                                                                          |                                                                            |                                                                            | 2                                                                          |
| Gewichtheben                                                               | Gewichtheben                                                               |                                                                            |                                                                            |                                                                            |                                                                            |                                                                            |                                                                            |                                                                            |                                                                            |                                                                            | 3                                                                          | 3                                                                          | 3                                                                          | 3                                                                          | 3                                                                          |                                                                            |                                                                            |                                                                            | 15                                                                         |
| Handball                                                                   | Handball                                                                   |                                                                            |                                                                            |                                                                            |                                                                            |                                                                            |                                                                            |                                                                            |                                                                            |                                                                            | 1                                                                          | 1                                                                          |                                                                            |                                                                            |                                                                            |                                                                            |                                                                            |                                                                            | 2                                                                          |
| Inline-Speedskating                                                        | Inline-Speedskating                                                        |                                                                            |                                                                            |                                                                            |                                                                            |                                                                            |                                                                            |                                                                            |                                                                            |                                                                            |                                                                            | 2                                                                          |                                                                            | 2                                                                          | 4                                                                          |                                                                            |                                                                            |                                                                            | 8                                                                          |
| Judo                                                                       | Judo                                                                       |                                                                            |                                                                            |                                                                            |                                                                            |                                                                            |                                                                            |                                                                            |                                                                            |                                                                            |                                                                            |                                                                            |                                                                            | 3                                                                          | 4                                                                          | 4                                                                          | 3                                                                          |                                                                            | 14                                                                         |
| Kanu                                                                       | Kanu                                                                       |                                                                            |                                                                            |                                                                            |                                                                            |                                                                            |                                                                            |                                                                            |                                                                            |                                                                            |                                                                            |                                                                            |                                                                            | 1                                                                          | 1                                                                          | 5                                                                          | 5                                                                          |                                                                            | 12                                                                         |
| Karate                                                                     | Karate                                                                     |                                                                            |                                                                            |                                                                            |                                                                            |                                                                            |                                                                            |                                                                            |                                                                            |                                                                            |                                                                            |                                                                            |                                                                            |                                                                            | 2                                                                          | 4                                                                          | 4                                                                          |                                                                            | 10                                                                         |
| Leichtathletik                                                             | Leichtathletik                                                             |                                                                            |                                                                            |                                                                            |                                                                            |                                                                            |                                                                            |                                                                            |                                                                            |                                                                            | 3                                                                          | 5                                                                          | 6                                                                          | 9                                                                          | 10                                                                         | 12                                                                         | 1                                                                          | 1                                                                          | 47                                                                         |
| Moderner Fünfkampf                                                         | Moderner Fünfkampf                                                         |                                                                            | 1                                                                          | 1                                                                          |                                                                            |                                                                            |                                                                            |                                                                            |                                                                            |                                                                            |                                                                            |                                                                            |                                                                            |                                                                            |                                                                            |                                                                            |                                                                            |                                                                            | 2                                                                          |
| Pelota                                                                     | Pelota                                                                     |                                                                            |                                                                            |                                                                            |                                                                            |                                                                            |                                                                            |                                                                            |                                                                            |                                                                            |                                                                            |                                                                            |                                                                            | 4                                                                          | 6                                                                          |                                                                            |                                                                            |                                                                            | 10                                                                         |
| Racquetball                                                                | Racquetball                                                                |                                                                            |                                                                            |                                                                            |                                                                            |                                                                            |                                                                            |                                                                            |                                                                            | 4                                                                          |                                                                            |                                                                            | 2                                                                          |                                                                            |                                                                            |                                                                            |                                                                            |                                                                            | 6                                                                          |
| Radsport                                                                   | Radsport                                                                   |                                                                            | 2                                                                          | 2                                                                          | 3                                                                          | 2                                                                          | 2                                                                          | 3                                                                          | 2                                                                          | 2                                                                          |                                                                            |                                                                            |                                                                            |                                                                            |                                                                            |                                                                            |                                                                            |                                                                            | 18                                                                         |
| Reiten                                                                     | Reiten                                                                     |                                                                            |                                                                            | 1                                                                          |                                                                            |                                                                            | 1                                                                          |                                                                            |                                                                            |                                                                            | 2                                                                          |                                                                            |                                                                            |                                                                            | 1                                                                          |                                                                            | 1                                                                          |                                                                            | 6                                                                          |
| Ringen                                                                     | Ringen                                                                     |                                                                            |                                                                            |                                                                            |                                                                            |                                                                            |                                                                            | 4                                                                          | 3                                                                          | 4                                                                          | 4                                                                          | 3                                                                          |                                                                            |                                                                            |                                                                            |                                                                            |                                                                            |                                                                            | 18                                                                         |
| Rudern                                                                     | Rudern                                                                     |                                                                            |                                                                            |                                                                            | 4                                                                          | 5                                                                          | 5                                                                          |                                                                            |                                                                            |                                                                            |                                                                            |                                                                            |                                                                            |                                                                            |                                                                            |                                                                            |                                                                            |                                                                            | 14                                                                         |
| 7er-Rugby                                                                  | 7er-Rugby                                                                  |                                                                            |                                                                            |                                                                            |                                                                            |                                                                            |                                                                            |                                                                            |                                                                            |                                                                            |                                                                            |                                                                            |                                                                            |                                                                            |                                                                            |                                                                            |                                                                            | 1                                                                          | 1                                                                          |
| Schießen                                                                   | Schießen                                                                   |                                                                            |                                                                            | 2                                                                          | 2                                                                          | 2                                                                          | 3                                                                          | 1                                                                          | 2                                                                          | 3                                                                          |                                                                            |                                                                            |                                                                            |                                                                            |                                                                            |                                                                            |                                                                            |                                                                            | 15                                                                         |
| Schwimmen                                                                  | Schwimmen                                                                  |                                                                            | 5                                                                          | 5                                                                          | 4                                                                          | 5                                                                          | 5                                                                          | 4                                                                          | 4                                                                          | 2                                                                          |                                                                            |                                                                            |                                                                            |                                                                            |                                                                            |                                                                            |                                                                            |                                                                            | 34                                                                         |
| Segeln                                                                     | Segeln                                                                     |                                                                            |                                                                            |                                                                            |                                                                            |                                                                            |                                                                            |                                                                            |                                                                            |                                                                            | 9                                                                          |                                                                            |                                                                            |                                                                            |                                                                            |                                                                            |                                                                            |                                                                            | 9                                                                          |
| Softball                                                                   | Softball                                                                   |                                                                            |                                                                            |                                                                            |                                                                            |                                                                            |                                                                            |                                                                            |                                                                            |                                                                            | 1                                                                          |                                                                            |                                                                            |                                                                            |                                                                            |                                                                            |                                                                            |                                                                            | 1                                                                          |
| Squash                                                                     | Squash                                                                     |                                                                            |                                                                            |                                                                            | 4                                                                          |                                                                            |                                                                            |                                                                            | 2                                                                          |                                                                            |                                                                            |                                                                            |                                                                            |                                                                            |                                                                            |                                                                            |                                                                            |                                                                            | 6                                                                          |
| Synchronschwimmen                                                          | Synchronschwimmen                                                          |                                                                            |                                                                            |                                                                            |                                                                            |                                                                            |                                                                            | 1                                                                          | 1                                                                          |                                                                            |                                                                            |                                                                            |                                                                            |                                                                            |                                                                            |                                                                            |                                                                            |                                                                            | 2                                                                          |
| Taekwondo                                                                  | Taekwondo                                                                  |                                                                            | 2                                                                          | 2                                                                          | 2                                                                          | 2                                                                          |                                                                            |                                                                            |                                                                            |                                                                            |                                                                            |                                                                            |                                                                            |                                                                            |                                                                            |                                                                            |                                                                            |                                                                            | 8                                                                          |
| Tennis                                                                     | Tennis                                                                     |                                                                            |                                                                            |                                                                            |                                                                            |                                                                            |                                                                            |                                                                            | 3                                                                          | 2                                                                          |                                                                            |                                                                            |                                                                            |                                                                            |                                                                            |                                                                            |                                                                            |                                                                            | 5                                                                          |
| Tischtennis                                                                | Tischtennis                                                                |                                                                            |                                                                            |                                                                            | 2                                                                          |                                                                            |                                                                            | 2                                                                          |                                                                            |                                                                            |                                                                            |                                                                            |                                                                            |                                                                            |                                                                            |                                                                            |                                                                            |                                                                            | 4                                                                          |
| Triathlon                                                                  | Triathlon                                                                  |                                                                            |                                                                            |                                                                            |                                                                            |                                                                            |                                                                            |                                                                            |                                                                            |                                                                            | 2                                                                          |                                                                            |                                                                            |                                                                            |                                                                            |                                                                            |                                                                            |                                                                            | 2                                                                          |
| Geräteturnen                                                               | Geräteturnen                                                               |                                                                            |                                                                            |                                                                            |                                                                            |                                                                            |                                                                            |                                                                            |                                                                            |                                                                            |                                                                            | 1                                                                          | 1                                                                          | 2                                                                          | 5                                                                          | 5                                                                          |                                                                            |                                                                            | 14                                                                         |
| Rhythmische Sportgymnastik                                                 | Rhythmische Sportgymnastik                                                 |                                                                            | 1                                                                          | 1                                                                          | 3                                                                          | 3                                                                          |                                                                            |                                                                            |                                                                            |                                                                            |                                                                            |                                                                            |                                                                            |                                                                            |                                                                            |                                                                            |                                                                            |                                                                            | 8                                                                          |
| Trampolinturnen                                                            | Trampolinturnen                                                            |                                                                            |                                                                            |                                                                            |                                                                            | 2                                                                          |                                                                            |                                                                            |                                                                            |                                                                            |                                                                            |                                                                            |                                                                            |                                                                            |                                                                            |                                                                            |                                                                            |                                                                            | 2                                                                          |
| Volleyball                                                                 | Volleyball                                                                 |                                                                            |                                                                            |                                                                            |                                                                            |                                                                            |                                                                            | 1                                                                          | 1                                                                          | 1                                                                          |                                                                            |                                                                            |                                                                            |                                                                            |                                                                            |                                                                            | 1                                                                          |                                                                            | 4                                                                          |
| Wasserball                                                                 | Wasserball                                                                 |                                                                            |                                                                            |                                                                            |                                                                            |                                                                            |                                                                            |                                                                            |                                                                            |                                                                            |                                                                            |                                                                            |                                                                            |                                                                            |                                                                            | 1                                                                          | 1                                                                          |                                                                            | 2                                                                          |
| Wasserski                                                                  | Wasserski                                                                  |                                                                            |                                                                            |                                                                            |                                                                            |                                                                            |                                                                            |                                                                            |                                                                            | 3                                                                          | 6                                                                          |                                                                            |                                                                            |                                                                            |                                                                            |                                                                            |                                                                            |                                                                            | 9                                                                          |
| Wasserspringen                                                             | Wasserspringen                                                             |                                                                            |                                                                            |                                                                            |                                                                            |                                                                            |                                                                            |                                                                            |                                                                            |                                                                            |                                                                            |                                                                            |                                                                            | 2                                                                          | 2                                                                          | 2                                                                          | 2                                                                          |                                                                            | 8                                                                          |
| Medaillenentscheidungen                                                    | Medaillenentscheidungen                                                    |                                                                            | 11                                                                         | 14                                                                         | 24                                                                         | 21                                                                         | 18                                                                         | 19                                                                         | 20                                                                         | 23                                                                         | 31                                                                         | 17                                                                         | 18                                                                         | 28                                                                         | 43                                                                         | 43                                                                         | 28                                                                         | 3                                                                          | 361                                                                        |
| Oktober                                                                    | Oktober                                                                    | 14. Fr                                                                     | 15. Sa                                                                     | 16. So                                                                     | 17. Mo                                                                     | 18. Di                                                                     | 19. Mi                                                                     | 20. Do                                                                     | 21. Fr                                                                     | 22. Sa                                                                     | 23. So                                                                     | 24. Mo                                                                     | 25. Di                                                                     | 26. Mi                                                                     | 27. Do                                                                     | 28. Fr                                                                     | 29. Sa                                                                     | 30. So                                                                     | Gesamt                                                                     |